# 大畠農夫雄
大畠 農夫雄（おおはた のぶお、1899年（明治32年）4月 - 1965年（昭和40年）2月17日）は、日本の社会運動家、弁護士、政治家。参議院議員。

## 経歴
茨城県常陸太田市三才町で生まれた。戦後、1947年4月、第1回参議院議員通常選挙に茨城県地方区から日本社会党所属で出馬して当選し（任期3年）、参議院議員を一期務めた。参議院農林委員会に所属している。1950年6月、第2回通常選挙で落選し、1953年4月、第3回通常選挙でも落選した。